# بطولة العالم للشطرنج للسيدات 1958
بطولة العالم للشطرنج للسيدات 1958،  كانت بطولة العالم للسيدات في الشطرنج عام 1958 بمثابة مباراة إعادة بين البطلة المدافعة أولغا روبتسوفا، والبطلة السابقة إليزافيتا بيكوفا، التي فازت باللقب على حساب أولغا في عام 1956م.
أقيمت المباراة في موسكو في الفترة من 4 فبراير إلى 12 مارس. وكانت المباراة مكونة من 16 مباراة (أول لاعبة تصل إلى 8.5 نقطة ستكون الفائزة.) وقد فازت بيكوفا بالمباراة بشكل مقنع، واستعادت اللقب. 
| اللاعبة                             | 1 | 2 | 3 | 4 | 5 | 6 | 7 | 8 | 9 | 10 | 11 | 12 | 13 | 14 | المجموع |
| ----------------------------------- | - | - | - | - | - | - | - | - | - | -- | -- | -- | -- | -- | ------- |
| إليزافيتا بيكوفا (الاتحاد السوفيتي) | 0 | 1 | 0 | ½ | 0 | ½ | 1 | 1 | 1 | 1  | 1  | 1  | 0  | ½  | 8½      |
| أولجا روبتسوفا (الاتحاد السوفيتي)   | 1 | 0 | 1 | ½ | 1 | ½ | 0 | 0 | 0 | 0  | 0  | 0  | 1  | ½  | 5½      |